# Episodi di The Walking Dead: World Beyond (prima stagione)
La prima stagione della serie televisiva The Walking Dead: World Beyond, composta da dieci episodi, è stata trasmessa in prima visione negli Stati Uniti d'America dall'emittente AMC dal 4 ottobre al 29 novembre 2020.
In Italia, così come in altri stati del mondo, la stagione è stata distribuita da Prime Video dal 2 ottobre al 29 novembre 2020.
| nº | Titolo originale             | Titolo italiano                        | Prima TV USA     | Pubblicazione Italia |
| -- | ---------------------------- | -------------------------------------- | ---------------- | -------------------- |
| 1  | Brave                        | Coraggio                               | 4 ottobre 2020   | 2 ottobre 2020       |
| 2  | The Blaze of Glory           | La vampata della gloria                | 11 ottobre 2020  | 9 ottobre 2020       |
| 3  | The Tyger and the Lamb       | La tigre e l'agnello                   | 18 ottobre 2020  | 16 ottobre 2020      |
| 4  | The Wrong End of a Telescope | L'estremità sbagliata di un telescopio | 25 ottobre 2020  | 23 ottobre 2020      |
| 5  | Madman Across the Water      | Un folle attraversa il fiume           | 1º novembre 2020 | 30 ottobre 2020      |
| 6  | Shadow Puppets               | Teatro d'ombre                         | 8 novembre 2020  | 6 novembre 2020      |
| 7  | Truth or Dare                | Obbligo o verità                       | 15 novembre 2020 | 13 novembre 2020     |
| 8  | The Sky Is a Graveyard       | Il cielo è un cimitero                 | 22 novembre 2020 | 20 novembre 2020     |
| 9  | The Deepest Cut              | La ferita più profonda                 | 29 novembre 2020 | 27 novembre 2020     |
| 10 | In This Life                 | In questa vita                         | 29 novembre 2020 | 29 novembre 2020     |

## Coraggio
- Titolo originale: Brave
- Diretto da: Magnus Martens[4]
- Scritto da: Scott M. Gimple e Matthew Negrete[5]

### Trama
- Guest star:
- Altri interpreti:
- Ascolti USA: telespettatori